# Chapeaux à transformation
 (juillet 2025).
Pour plus de détails, voir Fiche technique et Distribution.
Chapeaux à transformation est un court métrage muet français réalisé par Louis Lumière, sorti en 1896.

## Description
À l’aide d’un chapeau à larges bords, Félicien Trewey caricature quelques personnalités et différents types de personnages : Aristide Bruant, Édouard III d’Angleterre, l'écossais, le chinois, le pêcheur de sardines, le concierge, Don Basile, le bonnet de police et l'armée du salut.

## Fiche technique
- Titre original : Chapeaux à transformation
- Titre alternatif : Les Chapeaux à transformation
- Titre en anglais : Transformation by Hats
- Réalisation : Louis Lumière
- Production : Société Lumière
- Lieu de tournage : Clos des plages, La Ciotat
- Pays d'origine : France
- Vue no  : 105
- Genre : Vue comique
- Format : Court métrage - Muet - Noir et blanc - 35 mm - 1,30:1
- Durée : 46 s
- Date de réalisation : 1896
- Dates de sortie :
  -  France : 23 février 1896 à Lyon

## Distribution
- Félicien Trewey : Lui-même

## Sources
- Catalogue Lumière, « Chapeaux à transformation » (consulté le 4 mars 2024).
- Frères Lumière, « Lumière, a aventura começa, partition vidéo : 1 h 7 min 12 s », 2015 (consulté le 4 mars 2024)